# Droits des plantes

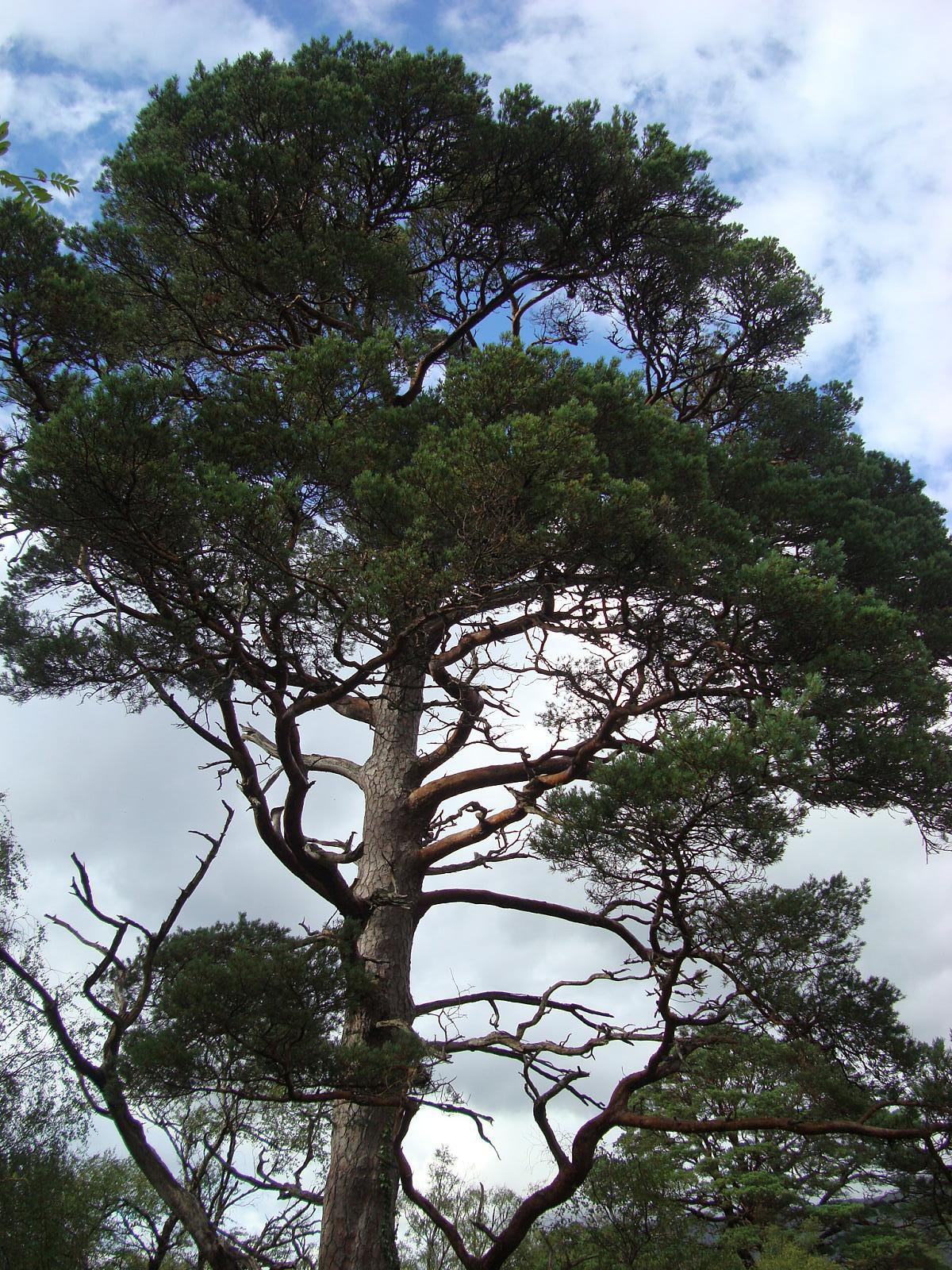
Un arbre à qui s'appliquerait le droit des plantes

Les droits des plantes sont les droits qui s'appliqueraient aux plantes. Ils sont régulièrement liés aux droits des animaux et au biocentrisme.

## Approche philosophique
Interrogé sur la possibilité d'étendre aux plantes les droits des animaux, le philosophe Tom Regan a affirmé que les animaux ont des droits du fait qu'ils sont « conscients ». Il affirme que cela ne s'applique pas aux plantes et que même si ces dernières avaient des droits, s'abstenir de manger de la viande demeurerait moral puisqu'il faut des plantes pour élever des animaux.
Selon le philosophe Michael Marder, l'idée que les plantes devraient avoir des droits est issue de la « subjectivité des plantes » (plant subjectivity), qui se distingue de la personne humaine,,,,. Quant à lui, le philosophe Paul Taylor soutient que toute vie possède une valeur intrinsèque et milite pour le respect des plantes, sans toutefois leur accorder des droits. Dans l'ouvrage Should Trees Have Standing? publié en 1972, Christopher D. Stone affirme que si l'on accorde des droits à des personnes morales telles les entreprises, alors il faut en accorder aux objets naturels tels les arbres,.

## Approche scientifique
L'étude de la physiologie végétale permet d'établir que les plantes possèdent des mécanismes leur permettant de percevoir les changements environnementaux. Cette perception par les plantes ne correspond pas à l'idée que les plantes sont aptes à ressentir des émotions (en), une idée qui remonte au moins à 1848, lorsqu'elle a été suggérée par Gustav Theodor Fechner.
Après avoir analysé diverses données sur les plantes, la Commission fédérale d’éthique pour la biotechnologie dans le domaine non humain suisse a conclu en 2009 que les plantes méritent une certaine « dignité », mais que cela n'est pas une valeur absolue,.

## Droit par pays

### Canada
Bien que le terme « droit des plantes » ne soit pas particulièrement usité en droit québécois, il existe un Loi sur la protection des arbres . Les arbres, arbustes, arbrisseaux ou taillis  bénéficient d'une forme de protection juridique en vertu de cette loi. La loi prévoit que les personnes qui endommagent totalement ou partiellement des arbres sans l'autorisation du ministère public ou sans le consentement du propriétaire de l'arbre sont tenus de payer des dommages réels ainsi que des dommages-intérêts punitifs. Cette loi ne  couvre pas les forêts sous la gestion du ministre des Ressources naturelles et de la Faune.
Quant aux arbres des forêts, la Loi sur l'aménagement durable du territoire forestier est une loi administrative qui vise à obtenir un équilibre entre la protection des forêts, l'aménagement durable des forêts et le soutien à la viabilité des collectivités forestières.
Le législateur fédéral a adopté une Loi sur la protection des végétaux. Une loi provinciale sur le même sujet a été abrogée en 2008.

### Suisse
La Commission fédérale d'éthique pour la biotechnologie dans le domaine non humain (CENH) a publié en 2008 un document intitulé La Dignité de la créature dans le règne végétal-- La question du respect des plantes au nom de leur valeur morale.